# Hamao Arata

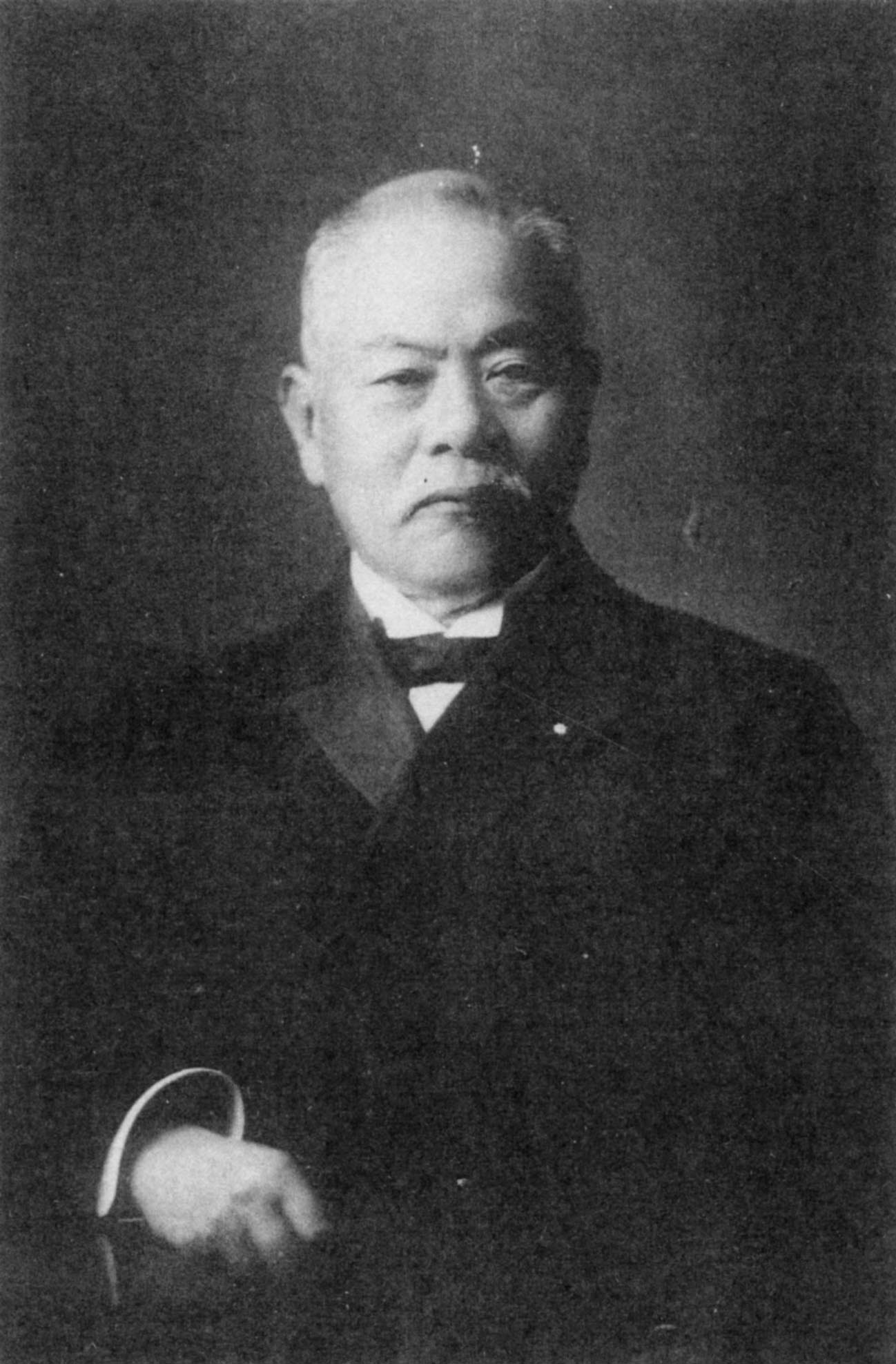
Hamao Arata

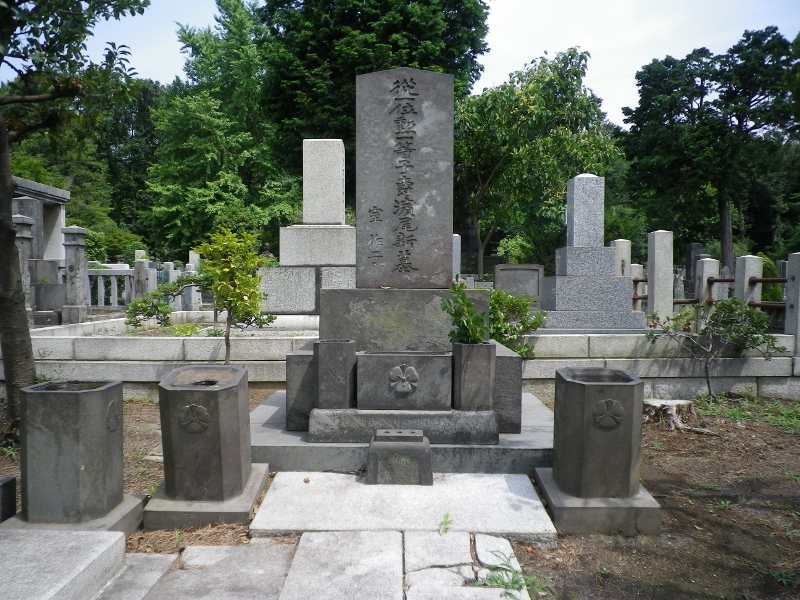
Grab auf dem Friedhof Somei

Shishaku Hamao Arata (japanisch 浜尾 新; geboren 12. Mai 1849 in Toyooka, Provinz Tajima; † 25. September 1925 in Tokio) war ein hoher japanischer Kulturpolitiker während der Meiji- und Taishō-Zeit.

## Leben und Werk
Hamao Arata war Sohn eines Samurai eines Nebenzweiges des Kyōgoku-Klan, der in Toyooka residierte. Seine Karriere in der Organisation des Erziehungssystems begann 1872, als er kurz an der „Daigaku Nankō“ (大学南校), einer der Vorläufereinrichtungen der Universität Tōkyō beschäftigt wurde. Im folgenden Jahr wurde er zur Weiterbildung in die USA geschickt. Nach seiner Rückkehr wirkte er als stellvertretender Leiter der nun „Tōkyō Kaisei gakkō“ (東京開成学校) genannten Folgeeinrichtung der Daigaku Nankō und spielte dann 1877 eine führende Rolle bei der Festigung der schließlich daraus entstandenen Universität Tōkyō.
Ab 1880 übernahm Hamao eine Stelle im Kultusministerium und arbeitete an der administrativen Neugestaltung und Systematisierung der höheren Ausbildung. Von 1893 bis 1897 wirkte er als Präsident der Universität Tōkyō. Am 6. November 1897 wurde er anstelle von Hachisuka Mochiaki Bildungsminister im 2. Matsukata-Kabinett bis zum Rücktritt des Kabinetts am 12. Januar 1898. Später war er Vorsitzender des „Rates zur höheren Erziehung“ (高等教育会議, Kōto kyōiku kaigi), wurde dann im Dezember 1905 erneut zum Präsidenten der Universität Tōkyō ernannt, wo er sich mit dem Tomizu-Vorfall befassen musste. 1907 wurde er für seinen Einsatz während des Russisch-Japanischen Kriegs zum Baron ernannt. Von 1905 bis 1912 war er noch einmal Präsident der Universität Tōkyō, um deren Förderung er sich immer bemüht hatte.
Hamada war von 1911 bis 1921 Mitglied des Geheimen Staatsrats und dann, 1921 zum Vizegraf ernannt, bis 1924 Stellvertretender Vorsitzender und schließlich Vorsitzender bis zu seinem, durch einen Unfall verursachten, Tode.